# 扎布希
50°29′11″N 34°33′7″E / 50.48639°N 34.55194°E
扎布希（烏克蘭語：Забуги）是位於烏克蘭東北部的村莊，由蘇梅州蘇梅區的列别金市镇負責管轄。該村處於布德爾卡河畔，距離卡柳日內和拉德丘基1公里，海拔高度180米，2001年人口53。